# Tellinoidea
Tellinoidea zijn een superfamilie uit de superorde Imparidentia.

## Families
- Donacidae Fleming, 1828
- † Icanotiidae Casey, 1961
- Psammobiidae Fleming, 1828
- † Quenstedtiidae Cox, 1929
- Semelidae Stoliczka, 1870 (= Amphidesmatidae, Lavignonidae, Scrobiculariidae)
- Solecurtidae Orbigny, 1846
- † Sowerbyidae Cox, 1929
- † Tancrediidae Meek, 1864
- Tellinidae Blainville, 1814
- † Unicardiopsidae Chavan, 1969